# 道の駅ピュアラインにしき

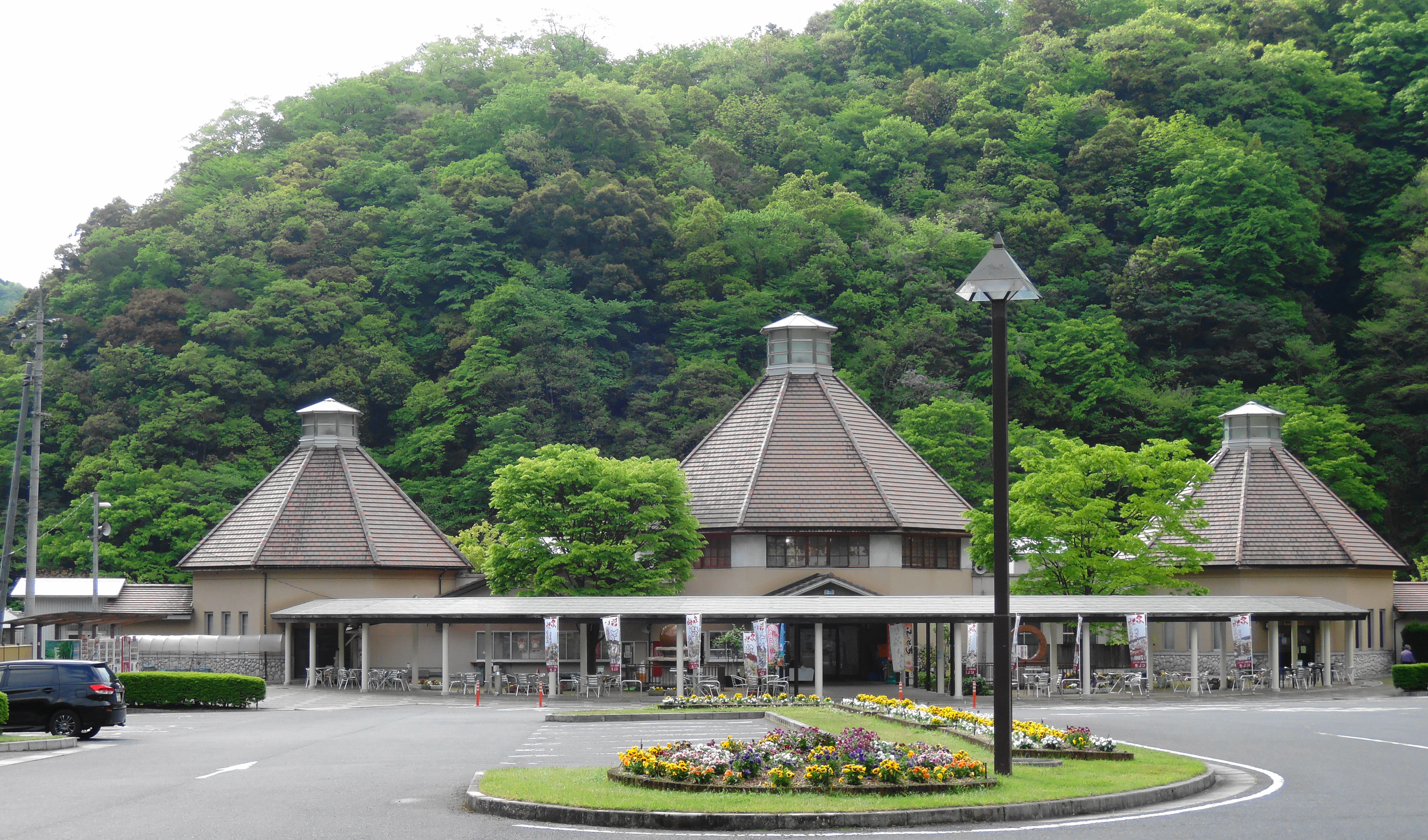
物産販売所

道の駅ピュアラインにしき（みちのえき ピュアラインにしき）は、山口県岩国市錦町府谷にある国道187号の道の駅である。

## 施設
- 駐車場：43台
  - 普通車：38台
  - 大型車：5台
  - 身障者用：2台
- トイレ
  - 男：大 3器・小 6器
  - 女：7器
  - 身障者用：2器
- 公衆電話：1台
- 乳幼児用施設 ベビーベッド
- レストラン「にしき」（10:00 - 18:00）
- 喫茶店（10:00 - 18:00）
- 売店
- 情報コーナー
- 郵便ポスト（広瀬郵便局）
- 付帯施設
  - 猪飼育施設 観光公開用の猪2頭が飼育されている。名は錦太（きんた）および錦゜太（ぎんた）。

## 休館日
- 第1・3火曜日

## アクセス
- 国道187号（国道434号重複区間） - 登録路線

## 周辺
- 雙津峡温泉 - 錦川鉄道錦川清流線終点の錦町駅からタイヤ付き遊覧車が走っている。
- 深谷峡温泉
- 羅漢高原
- 寂地峡
- 木谷峡
- 錦川